# Angela Duckworthová
Angela Duckworthová (* 1970) je profesorkou psychologie na Pensylvánské univerzitě v USA, je vědkyní, popularizátorkou vědy a spisovatelkou.
Vystudovala neurobiologii na Harvardově univerzitě (1992), kde studovala neurologické procesy související s dyslexií. Později absolvovala za podpory stipendia Marshall Scholarship obor neurověda na Oxfordské univerzitě (1996). Titul Ph.D. získala v oboru psychologie na Pensylvánské univerzitě (2006). Zde se dnes zabývá studiem houževnatosti a sebeovládání.[1]
Je také konzultantkou, během své kariéry spolupracovala jako poradkyně s Bílým domem, Světovou bankou nebo se sportovními týmy NBA a NFL.

## Osobní život
Angela Duckworthová je matkou dvou dcer a poznatky ze své vědecké práce neváhá aplikovat doma. Její prvotina „Grit: The Power of Passion and Perseverance“ (česky vyšla jako „Houževnatost: Síla vášně a vytrvalosti“) obsahuje několik cvičení a praktických postupů z její domácnosti, kterými se snaží naplnit potenciál sebe sama i svých dětí.

## Vzdělávání, výuka, výzkum
Angela Duckworthová se dlouhodobě věnuje oblasti vzdělávání, popularizaci vědy a práci s dětmi. Už během bakalářského studia pomáhala s učením dětí jako dobrovolnice na státních školách a působila jako mentor. Poté založila bezplatný program akademického rozšiřujícího vzdělávání a dva roky ho provozovala. Založila také letní školu pro děti z rodin s nízkými příjmy.
Během své kariéry Angela Duckworthová neváhala měnit působnost. Poté, co odešla z globální konzultační společnosti McKinsey, která spolupracuje pouze s absolventy Harvardu nebo Stanfordu, respektive s výjimečně schopnými profesionály, začala učit na státní základní škole. Během své učitelské kariéry působila jako učitelka matematiky a přírodních věd ve veřejných školách v New York City, v San Francisku a Philadelphii.
Za svoji činnost v oblasti vzdělávání získala řadu ocenění, například cenu „Beyond Z“ od Nadace KIPP nebo MacArthurovo stipendium, kterému se přezdívá Grant géniů.
V roce 2012 spoluzaložila výzkumnou laboratoř Character Lab, neziskovou organizaci, jejímž cílem je pokročit ve vědeckém výzkumu i v praktických poznatcích o vývoji charakteru u dětí.

## KnihaHouževnatost: Síla vášně a vytrvalosti
V roce 2016 Angela Duckworthová vydala knihu „Grit: The Power of Passion and Perseverance“, která se v žebříčku prodejnosti sestavovaném New York Times stala bestsellerem číslo 1. Ve své recenzi New York Times označil autorku za psycholožku, která pojem houževnatost zavedla do vzdělávacích kruhů a udělala z něho módní slovo. Česky kniha vyšla v roce 2017 pod názvem „Houževnatost: Síla vášně a vytrvalosti“ a vydalo ji nakladatelství Jan Melvil Publishing.
Ve své knize Angela Duckworthová ukazuje, že tajemství úspěchu není v talentu, ale skrývá se v kombinaci vášně a vytrvalosti. Tuto kombinaci označuje za houževnatost. Podle Duckworthové to je právě houževnatost, která předurčuje úspěch v životě člověka.
V knize podrobně vysvětluje, co je houževnatost, a ukazuje, jak ji zvýšit. „Můžete kultivovat své zájmy. Můžete si osvojit zvyk denního tréninku nějaké aspektu vaší zvolené činnosti, který potřebujete zlepšit. Můžete propojit svou aktivitu s nějakým vyšším smyslem. A můžete se naučit naději v situacích, kdy se zdá vše ztracené. Svou houževnatost můžete posilovat i zvenčí. Rodiče, trenéři, učitelé, šéfové, mentoři, kamarádi – rozvoj osobní houževnatosti silně závisí na přístupu těchto lidí,“ píše Angela Duckworthová.
Sama má s houževnatostí své zkušenosti. Její otec, Ying Kao Lee, byl chemik a vědec, který se svou ženou emigroval z Číny do USA, kde se věnoval vědecké kariéře.[2] U své dcery postrádal „vědeckého génia“. Dnes je Duckworthová uznávanou vědkyní a sama je tak příkladem, že houževnatost v praxi funguje.
Kniha se opírá o velké množství výzkumů a studií. Autorka konzultovala své názory s dalšími odborníky a v publikaci uvádí i jejich postoje.[3] Současně zmiňuje i příběhy lidí, kteří jsou houževnatí (sportovci, hudebníci nebo například úspěšní kuchaři). Uvádí také tipy ze svého života, jak sama pracuje se svými dětmi, aby byly houževnatější.
Angela Duckworthová ve své knize na praktických příkladech ukazuje, jak může houževnatost pomoci naplnit potenciál člověka. V publikaci jsou rady a tipy, jak se nevzdávat a vydržet u aktivit, které si sami zvolíme, jak najít svůj celoživotní cíl nebo jak se stát odolnými vůči neúspěchům, jež jsou na cestě za úspěchem nevyhnutelné. Současně jsou v knize uvedené i rady, jak ze svých dětí vychovat houževnaté osobnosti.[4]